# 邢家堡站
邢家堡站（音：xíng jiā bǔ，Xingjiabu Railway Station）是丰沙铁路上的一个小火车站。该站位于河北省张家口市怀来县桑园乡境内，距离北京站111公里，沙城站10公里。车站等级为四等站。